# Émile Raus
Émile Raus (* 16. Oktober 1904 in Aspelt; † 1. Juli 1980 in Luxemburg) war ein luxemburgischer Jurist. 

## Werdegang
Raus war von 1944 bis 1966 Direktor der Großherzoglich Luxemburgischen Post-, Telegraphen- und Telephonverwaltung (Administration des postes, télégraphes et téléphones).
Am 4. August 1948 wurde er in den Staatsrat berufen. Dort übernahm er am 11. November 1972 das Amt des Vizepräsidenten und war vom 26. Juni 1975 bis zum 25. Juni 1976 dessen Präsident.

## Ehrungen
- 1951: Offizier des Ordens der Eichenkrone
- 1960: Großes Verdienstkreuz mit Stern der Bundesrepublik Deutschland

| Personendaten    | Personendaten          |
| ---------------- | ---------------------- |
| NAME             | Raus, Émile            |
| KURZBESCHREIBUNG | luxemburgischer Jurist |
| GEBURTSDATUM     | 16. Oktober 1904       |
| GEBURTSORT       | Aspelt (Frisingen)     |
| STERBEDATUM      | 1. Juli 1980           |
| STERBEORT        | Luxemburg              |